# Arceuthobium campylopodum
Arceuthobium campylopodum es una especie de planta parásita perteneciente a la familia de las santaláceas. Es nativa de los bosques de coníferas del oeste de Norteamérica.

## Descripción
Es una planta parásita común de varias especies de pino, incluyendo Pinus jeffreyi, Pinus ponderosa y Pinus coulteri. 
Arceuthobium campylopodum tiene una estructura de color amarillo verdoso por encima de la corteza del árbol, mientras que la mayor parte de la planta está por debajo de la corteza. Las semillas maduran durante el otoño y se dispersan a los árboles cercanos.

## Usos
Algunas tribus indias de la meseta usaban el Arceuthobium campylopodum como un lavado para prevenir la caspa.

## Taxonomía
Arceuthobium campylopodum fue descrita por George Engelmann y publicado en Boston Journal of Natural History 6(2): 214, en el año 1850.
Etimología
Arceuthobium: nombre genérico que deriva de las palabras griegas arkeuthos =  "enebro", y bios =  "vida", porque era la única especie incluida en el género en el que le fue dado por primera vez el nombre, ya que era un parásito de Juniperus oxycedrus.
campylopodum: epíteto latino que significa "con un tallo curvo o torcido".
Sinonimia
- Arceuthobium campylopodum var. brachyarthron Engelm.
- Arceuthobium campylopodum var. macrarthron Engelm.
- Arceuthobium campylopodum f. microcarpum L.S.Gill
- Arceuthobium campylopodum f. typicum L.S.Gill
- Razoumofskya campylopoda (Engelm.) Kuntze
- Razoumowskya campylopoda Piper[5]